# Tyroane Sandows
Tyroane Joe Sandows, mais conhecido como Ty Sandows (Joanesburgo, 12 de fevereiro de 1995), é um futebolista sul-africano que atua como ponta-direita, ponta-esquerda e meia. Atualmente, está no Independente de Limeira.

## Carreira
Aos 10 anos de idade Tyroane Joe Sandows participou de um projeto social na África do Sul, onde nasceu, que o levou junto com outros 11 meninos a passar uma semana de treinos no clube de futebol brasileiro São Paulo .  Ao fim dessa semana, quando se daria o retorno, o técnico do Sub-13 do clube,  Carlos Silva, pediu ao clube que ficasse com o menino pois via um grande potencial nele.  Não foi uma tarefa fácil pois essa hipótese não estava nos planos dos organizadores do projeto.
O Consul Geral da África do Sul, Yossuf Omar, entrou em contato com a St. Nicholas, escola internacional, para ver a possibilidade dele estudar na escola, onde a língua falada é o inglês pois Tyroane não falava português.  A escola o aceitou e a família Calabro conheceu e se encantou com a historia do menino e acabou convidando Ty (como passou a ser chamado) que viesse morar com sua família.
Isso tudo aconteceu em 2006 e Ty chegou definitivamente no Brasil dia 23 de Janeiro de 2007 permanecendo como residente no país até hoje e atualmente tem 22 anos.  Ty se naturalizou brasileiro e foi promovido ao time principal do Grêmio pelo técnico Renato Gaúcho, logo após sua participação nas Olimpíadas Rio 2016 pela Seleção Sul-Africana de Futebol.
Em 2019 acertou sua ida para a Ponte Preta.

## Seleção
Tyroane Sandows fez parte do elenco da Seleção Sul-Africana de Futebol nas Olimpíadas de 2016.

## Títulos
Grêmio
- Copa do Brasil: 2016